# Bombardowanie Valparaíso
Bombardowanie Valparaíso – starcie zbrojne, które miało miejsce 31 marca 1866 r. w trakcie Wojny Chile i Peru z Hiszpanią (1865–1866). 
Trwające od wielu lat spory pomiędzy Hiszpanią a Chile doprowadziły w roku 1865 do wybuchu wojny. Głównym celem Hiszpanów stało się zniszczenie floty chilijskiej. Cel ten nie został jednak osiągnięty na skutek znacznej przewagi floty Chile nad hiszpańską. Pod koniec marca 1866 okręty hiszpańskie podpłynęły w pobliże chilijskiego portu Valparaíso. Hiszpanie zagrozili ostrzałem nieumocnionego miasta, zamierzając zająć ten ważny na wybrzeżu Ameryki ośrodek. W Valparaíso znajdowały się wówczas okręty brytyjskie i amerykańskie, których dowództwo zagroziło Hiszpanom otwarciem ognia, gdyby ci zbombardowali miasto. Hiszpański admirał Casto Méndez Núñez zgodził się odczekać 4 dni, dając możliwość znajdującym się w mieście cudzoziemcom i handlarzom na zabezpieczenie towarów i wyjazd z Valparaíso. Mieszkańcy miasta licząc na ochronę jednostek cudzoziemskich, czuli się pewnie. Brytyjski ambasador Thomas przekonywał, że zgodnie z prawem międzynarodowym nieumocnione miasto nie może być celem bombardowania. Dnia 31 marca 1866 r. Hiszpanie otworzyli jednak ogień, przez kilka godzin bombardując miasto. W mieście zginęło i rannych zostało kilkanaście osób. Zatopiono też wiele jednostek w porcie.
Akcja hiszpańska wywołała ostre protesty opinii międzynarodowej. W prasie bombardowanie na bezbronną ludność cywilną określono jako barbarzyńskie. W Wielkiej Brytanii atak uznano jako zbrodnię przeciwko ludności. Bombardowanie Valparaíso doprowadziło ostatecznie do podpisania w roku 1874 w Brukseli deklaracji mówiącej o tym, że celem bombardowania w warunkach wojennych mogły być tylko umocnione miasta i tylko po wcześniejszym ultimatum.